# AR (Yacht)
AR ist eine Segelyacht vom Typ 125-m²-Seefahrtkreuzer als Bermuda-Yawl getakelt, mit einer Länge von 63 Fuß (19,27 m). Die Yacht ließ Henry Rasmussen (1877–1959) als Eigenkonstruktion für sich und seine Familie auf seiner Werft Abeking & Rasmussen (A&R) in Lemwerder bei Bremen im Jahr 1936 bauen.

## Geschichte
Deutschlands hervorragender Designer schöner, starker, schneller und leistungsfähiger Yachten des 20. Jahrhunderts, der in Dänemark geborene Henry Rasmussen, wusste auch, wie man sie verkauft. Er hatte es geschafft, die Weltwirtschaftskrise zu bewältigen, indem er in die USA reiste und den Yachtkonstrukteur Starling Burgess (1878–1947) zu engagieren, um amerikanische Neubaukunden für seine Werft Abeking & Rasmussen zu finden. Aufgrund des starken Dollars kehrte er mit Bestellungen für 14 Yachten zurück.

### Yacht AR als Marketinginstrument
Henry Rasmussen hatte seiner Frau versprochen, dass die neue AR sein drittes und letztes Schiff sein sollte. Aus dem Wunsch heraus, die perfekte Yacht für sich zu bauen, baute Rasmussen 1936 die AR. Sie wurde aus diesem Marketing-Flair heraus geboren und die Yacht AR sollte seine Ideale und damit Abeking & Rasmussen repräsentieren, als da wären perfektes Handwerk, Ästhetik und schnelles Design. Ihr Name AR war der Schlüssel für diesen Plan, als sie während der Segelregatta der Olympischen Spiele 1936 in Kiel zum ersten Mal der Öffentlichkeit präsentiert wurde. Sie galt bei vielen neugierigen Gästen als ein Meisterwerk von Abeking & Rasmussen. Henry Rasmussen hatte auch die neue Krupp-Yacht Germania III der 8-Meter-Klasse entworfen und gebaut, die als Vertreterin Deutschlands vor Ort die Bronzemedaille gewann. Auf der AR gab es Empfang nach Empfang der olympischen Gäste durch Rasmussen an Bord. Es wird berichtet, dass der damalige Kohleherd noch glühte, als die heißen Regattatage längst vorbei waren.

### Erste Sommerreise
Die Produktivität der Werft Abeking & Rasmussen war auch im Jahr 1936 sehr hoch. Es wurden insgesamt 138 Schiffe in allen Größen fertiggestellt, sodass es schwer vorstellbar ist, dass Henry Rasmussen viel Zeit zum Segeln hatte. Er schaffte es aber in dieser ersten Saison von AR, auf der Sommerreise nach den Olympischen Spielen 1936 mit seiner neuen Yacht in seine Heimatstadt Svendborg auf der dänischen Insel Fünen zu segeln, wo er mit AR erst einmal im Svendborgsund auf Grund lief. Sein Heimatrevier kannte er angeblich so gut wie kein Zweiter, war er doch hier aufgewachsen. Aber ausgerechnet hier saß er auf der Sommerreise mehrfach auf Grund, wie er selbst berichtete. Insgesamt bewies ihm die neue Yacht AR aber offenbar, dass sie auch sehr schnell segeln konnte. Daher bekräftigte er nach dieser Reise, sie nie verkaufen zu wollen.

### Konstruktion
Henry Rasmussen beschloss, AR als Seefahrtkreuzer zu entwerfen und zu bauen, eine Rennkreuzer-Klasse, die er maßgeblich mit beeinflusst hatte und die 1927 in Deutschland eingeführt wurde, um die „National Cruiser“-Klasse zu ersetzen, die für Offshore-Rennen nicht gut geeignet war. Der Seefahrtkreuzer vereinte Komfort, Seetüchtigkeit und Geschwindigkeit hervorragend und wurde ein großer Erfolg. Als die Seefahrtkreuzer-Klasse nach dem Zweiten Weltkrieg durch die „KR-Formel“ ersetzt wurde, sahen viele Segler darin das Ende der Kombination eleganter Ästhetik mit großartiger Leistung im deutschen Yachtdesign.
Rasmussen baute AR als 125–m²–Seefahrtkreuzer. Ein 100–m²–Seefahrtkreuzer war für ihn und seine Familie hinsichtlich des Platzes unter Deck zu klein, und ein 150–m²–Seefahrtkreuzer war zu groß, da die Yacht aufgrund ihrer Größe für eine kleine Mannschaft nicht so leicht zu bewältigen war.
AR wurde als Halbverbundkonstruktion mit Stahl- und Eichenspanten im Wechsel ausgeführt. Das war zur damaligen Zeit der Stand der Technik. Dadurch wurde viel Gewicht eingespart, was ideal war für den Rennsport, und gleichzeitig wurde das Boot stabiler. Rasmussen liebte es, Rümpfe aus Lärche statt aus Mahagoni zu bauen, und da er AR für sich selbst baute, tat er genau das. Die Beplankung ist 45 mm stark, eine Stärke, die dem Eigner immer das Gefühl vermittelt, eine sichere Fahrtenyacht zu haben.
Die Segel hatte der Segelmacher Wilhelm Mählitz geliefert und bei Windstille konnte man damals auf und einen 6-Zylinder-24-PS-Selve-Benzinmotor zurückgreifen.

### Weitere Eigner nach 1936
Henry Rasmussen verkaufte AR dann doch überraschend an Willy Schröder aus Altona in Hamburg, der Mitglied des Norddeutschen Regatta Vereins (NRV) war. Schröder benannte die Yacht um in Harro IV und segelte mit ihr vornehmlich von Travemünde aus entlang der Ostseeküste. Im Jahr 1938 gewann er mit der Yacht die Nordseewoche vor Helgoland und zeigte das, wofür die Seefahrtkreuzer bekannt waren: Die optimale Verbindung der scheinbaren Gegensätze Geschwindigkeit und „Cruising Comfort“, d. h. angenehmes Seeverhalten und Komfort unter Deck.
Im Jahr 1939 ging sie in den Besitz des überaus erfolgreichen deutsche Regatta-Steuermanns und NDR-Mitarbeiters Heinz Horn über. Er benannte die Yacht um in Skjold, seine inzwischen 13. Yacht mit diesem Namen.

### Zweiter Weltkrieg und Windfall-Yacht
Die Yacht überlebte den Zweiten Weltkrieg 1939–1945 und wurde, wie viele andere herausragende deutsche Yachten, dann nach dem Kriegsende als Reparationsleistung von der britischen Besatzungsmacht eingezogen. Sie wurde so zur britischen Windfall-Yacht mit dem Namen Lively, blieb aber im Gegensatz zu den meisten Windfall-Yachten zunächst in Deutschland als eine der neu gegründeten Flotten des Britisch Kiel Yacht-Clubs (BKYC).
Zusammen mit den anderen Club-Yachten Kranich und Aegir, besuchte Lively britische Gewässer während mindestens eines Sommers unter dem Kommando des BKYC Rear Commodore, Tom Dixon. Im Jahr 1951 nahm Lively am Fastnet Race teil, gefolgt vom Rennen des Royal Yacht Squadron (RYS) im Uhrzeigersinn um die Isle of Wight für den „Britannia Challenge Cup“. Der Fastnet-Start war eine herausfordernde Angelegenheit bei starken Westwinden, da viele Yachten es nicht über den Solent hinaus schafften, darunter Kennon Jewetts mit der von John G. Alden entworfene Ketsch Malabar XIII, die vor der berüchtigten Untiefe „Shingles Bank“ (markiert von Needles Lighthouse) entmastet wurde. Lively schaffte es zumindest bis Portland Harbour, bevor sie sich mit einem gerissenen Großsegel nach Weymouth durchkämpfte.
|
In der Saison zuvor hatte Lively den 3. Platz beim Rennen Kopenhagen – Kiel belegt, der dritten und letzten Etappe der „Scandinavian Series“ des Royal Ocean Racing Club RORC von 1950 (die früheren Etappen waren: Dover – Kristiansand und Arendal – Kopenhagen). Für die Etappe Kopenhagen – Kiel waren alle Teilnehmer Windfall-Yachten der britischen Streitkräfte:
1. Hutschi (British Zone SA) 100-m²-Seefahrtkreuzer, Entwurf: Brauer, Werft: Kröger 1935
2. Kranich (British Kiel YC) 100-m²-Seefahrtkreuzer, Entwurf: Brauer, Werft: Kröger 1935
3. Lively (British Kiel YC) 125-m²-Seefahrtkreuzer, Entwurf: Henry Rasmussen, Werft: A&R 1936
4. Aegir X (British Kiel YC) 100-m²-Seefahrtkreuzer
5. Königin (Royal Engineers YC) 100-m²-Seefahrtkreuzer, Entwurf: Henry Rasmussen, Werft: A&R 1935
6. Flamingo (British Kiel YC) 100-m²-Seefahrtkreuzer, Entwurf: Henry Rasmussen, Werft: A&R 1935

### Ausbildungsyacht für Segelschüler
Im Jahr 1953 wurde Lively an den Deutschen Hochseesportverband HANSA (DHH) verkauft, der sie in Möwe umbenannte und als Ausbildungsyacht für Segelschüler in der Hanseatischen Yachtschule in Glücksburg an der Flensburger Förde einsetzte. In fast 30 Jahren Segelausbildung und 120.000 Seemeilen (222.240 km) gewann sie 1966 das Blaue Band der Flensburger Förde unter dem Kommando von Atze Lehmann, dem langjährigen Segelschul-Leiter und hielt viele Jahre die internen Geschwindigkeitsrekorde der Segelschule.
Die jetzigen Eigner kauften sie 1982 von der Yachtschule und gaben ihr wieder ihren ursprünglichen Namen AR. Die ursprüngliche Patina wurde weitgehend bewahrt und lediglich das Reffsystem für das Großsegel modernisiert, um es mit kleiner Mannschaft handhaben zu können. Das Gleiche gilt für die Ankerausrüstung. Mit Hilfe eines Hydraulikmotors unter der ursprünglichen Ankerwinde ist die Arbeit jetzt für eine Person leicht durchführbar. Auch wurde das von der Yachtschule auf das Original aufgelegte Deck entfernt, und von „Walsteds Baadevaerft“ in Svendborg ein neues aufgelegt.
AR segelt heute in der Ostsee, im Kattegat und im Skagerrak und nimmt erfolgreich an den klassischen Yachtregatten der westlichen Ostsee teil.